# 路德維格 (內華達州)
路德維格（英語：Ludwig）是位於美國內華達州萊昂縣的鬼鎮。

## 歷史
路德維格的郵局於1911年設立，其後於1932年停運。

## 地理
路德維格所處的海拔為高於海平面1545米（即5070英呎），而該地所採用的時區為UTC-8，即太平洋时区（PST）。同時該地設有夏令時間，為UTC-8調快一小時，即UTC-7（PDT）。